# جوانی (فیلم ۱۳۷۷)
جوانی فیلمی به کارگردانی و نویسندگی مجید قاری‌زاده محصول سال ۱۳۷۷ است.

## خلاصه داستان
امیر به همراه دوستان خود نوید و عظیم به کارهای خلاف اشتغال دارد.

## بازیگران
- ابوالفضل پورعرب
- رضا رویگری
- پیمانه طهماسبی
- پژمان بازغی
- فرشاد رحمانی
- بهزاد رحیم‌خانی
- ساناز سماواتی
- منصور والامقام
- صدیقه کیانفر
- رضا مرادی
- رضا نوابی
- علی نوابی
- اصغر پهلوان صادق
- محمدرضا گوهرمنش
- مراد یوسفی
- زهرا مرتضوی
- اکبر رشیدیان
- حسین غیابی
- حمید صالحی
- رضا توکلی
- عبدالرضا آشتیانی